# Comité de bassin
Le comité de bassin est, en France, une instance de concertation qui élabore une politique de gestion de l'eau conciliant les besoins du territoire constitué par une circonscription de bassin avec les orientations nationales. Il regroupe différents acteurs, publics ou privés, agissant dans le domaine de l’eau : collectivités, État, usagers, personnes qualifiées, milieux socioprofessionnels et le préfet coordonnateur de bassin et constitue ainsi un véritable « parlement local de l'eau ».
Une agence de l'eau est l'organisme exécutif chargé de mettre en œuvre cette politique. Un préfet et un délégué de bassin coordonnent les actions menées dans les différents départements et régions du bassin.

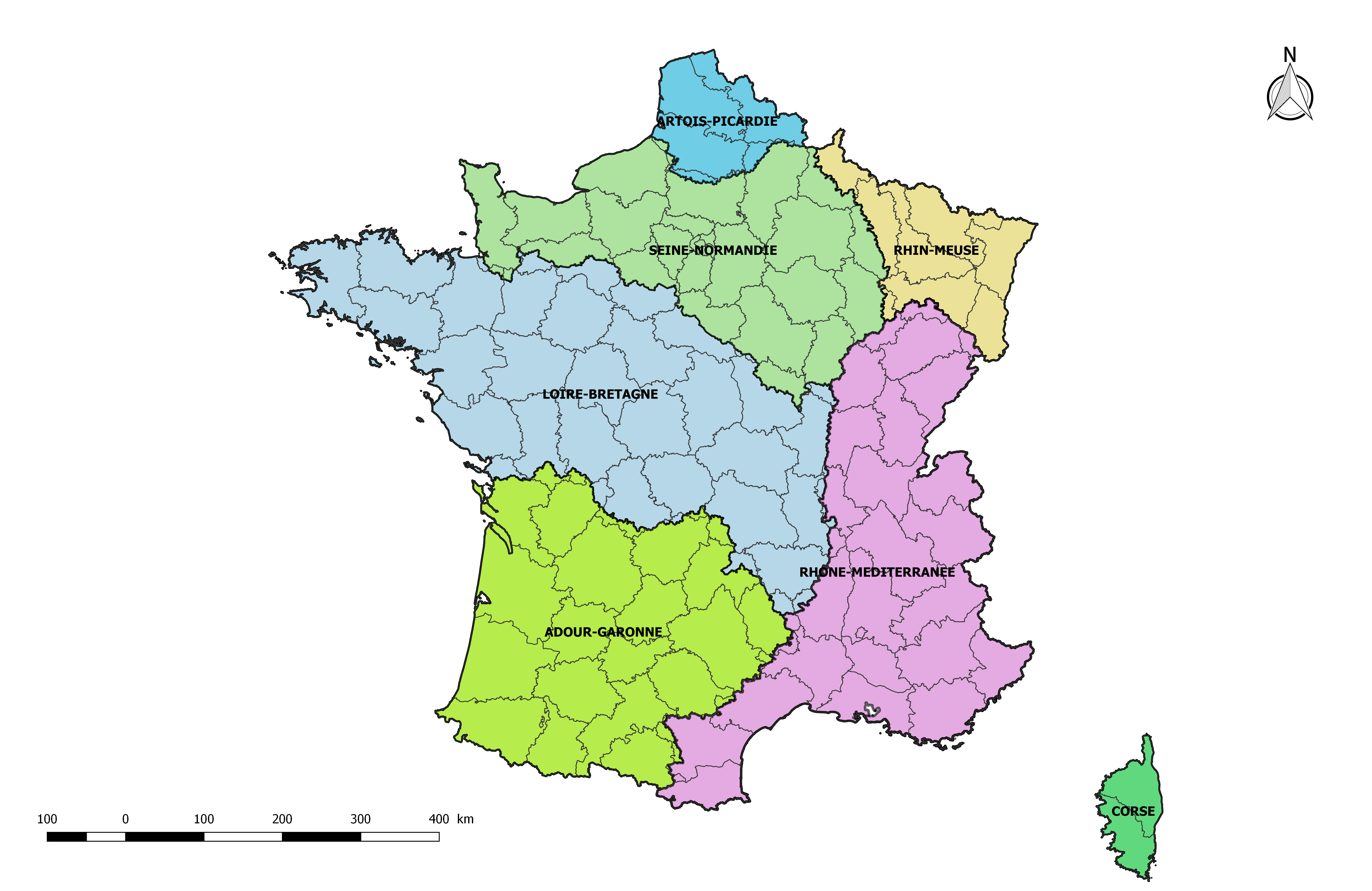
Carte des circonscriptions de bassin en France métropolitaine, territoires de compétence des comités de bassin.

## Histoire

### 1964: première loi sur l'eau
La loi du 16 décembre 1964 relative au régime et à la répartition des eaux et à la lutte contre leur pollution constitue la première loi fondatrice de la politique de l'eau en France. Elle crée au niveau de chaque bassin ou groupement de bassin deux instances de bassin : un comité de bassin et un établissement public administratif d’un type nouveau : une agence financière de bassin, qui deviendra ultérieurement une agence de l'eau. Le comité de bassin n'a alors qu'un rôle consultatif. Il est consulté sur l'opportunité des travaux et aménagements d'intérêt commun envisagés dans la zone de sa compétence (le bassin), sur les différents pouvant survenir entre les collectivités ou groupements intéressés et plus généralement sur toutes les questions relatives à l'eau. Son organisation est précisée par le décret du 14 septembre 1966.

### 1992: deuxième loi sur l'eau
La loi de 1992 confirme une gestion solidaire de l’eau dans son cadre naturel, le bassin hydrographique. Cette loi affirme l’eau comme patrimoine commun de la Nation. Elle institue un principe de gestion équilibrée de la ressource visant à assurer la préservation des écosystèmes aquatiques et des zones humides, la restauration et la régénération de la ressource, les usages économiques de l’eau et la protection contre les inondations.
La loi crée en particulier un instrument de planification essentiel, le SDAGE, qui fixe pour chaque bassin hydrographique les orientations fondamentales d’une gestion équilibrée de la ressource en eau dans l’intérêt général et dans le respect des principes de la directive cadre sur l’eau et de la loi sur l’eau, des objectifs environnementaux pour chaque masse d’eau (plans d’eau, tronçons de cours d’eau, estuaires, eaux côtières, eaux souterraines). C'est le comité de bassin qui est chargé d'élaborer le SDAGE, à l'initiative du préfet coordinateur de bassin, dans un délai de 5 ans à compter de la publication de la loi.

### 2006: troisième loi sur l'eau
Une nouvelle loi sur l’eau et les milieux aquatiques est adoptée le 30 décembre 2006. Ce texte dote la France des outils qui lui permettront de répondre aux exigences européennes instituées par la Directive-cadre sur l'eau (DCE) du 22 octobre 2000 et ainsi d’atteindre en 2015 le bon état des eaux et des milieux aquatiques. Il instaure pour chaque personne physique un droit d’accès à l’eau potable dans des conditions économiquement acceptables et apporte une plus grande transparence au fonctionnement du service public de l’eau et de l’assainissement. Ce texte crée également un cadre prenant en compte les adaptations nécessaires au changement climatique.
Cette loi définit en particulier dans son chapitre III les nouveaux objectifs et organisation des comités de bassin et agences de l’eau. Celles-ci mettent en particulier en oeuvre les schémas élaborés par les comités de bassin, en favorisant une gestion équilibrée et économe de la ressource en eau et des milieux aquatiques, l’alimentation en eau potable, la régulation des crues et le développement durable des activités économiques,.

### 2016: précisions apportées par la loi montagne II
La loi du 28 décembre 2016 de modernisation, de développement et de protection des territoires de montagne apporte une précision concernant les zones de montagne. Lorsque l'agence de l'eau intervient sur des territoires situés en montagne, le comité de bassin veille à ce que soient pris en compte les surcoûts liés aux spécificités de la montagne dans l'élaboration des décisions financières de l'agence de l'eau.

### 2020: précisions sur la gouvernance, apportées par la loi Biodiversité
Le 10 mai, un arrêté précise (hors Corse) la représentation des collectivités territoriales et des usagers aux comités de bassin est abrogé, il est finalement abrogé le 17 août 2020.
Un décret précise les apports de la loi biodiversité (juillet 2016), notamment concernant le collège des usagers non économiques ; il entre en vigueur le 1er janvier 2021 (sauf l'article 7 sur les convocation des membres et le vote, qui entre en vigueur dès le 19 août 2020).

## Missions
Le comité de bassin a pour missions, :
- d’élaborer le schéma directeur d'aménagement et de gestion des eaux (SDAGE), qui fixe les orientations fondamentales de la politique de l'eau pour 15 ans. Deux principes sont mis en œuvre : la gestion de l'eau doit évoluer vers une gestion des milieux aquatiques, et elle doit donner priorité à l'intérêt collectif.
- de définir la politique de gestion de la ressource et de protection des milieux naturels qui doit garantir un développement durable conciliant le développement socio-économique avec la préservation des milieux aquatiques et l'équilibre des usages de l'eau ;
- de donner un avis sur les grands aménagements ;
- d’orienter les politiques d’intervention de l'agence de l’eau.

## Composition

### Composition issue de la loi sur l'eau de 2006 et du décret du 15 mai 2007
La loi du 30 décembre 2016 définit la composition de principe des comités de bassins. Chaque comité doit comporter trois collèges se répartissant comme suit :
- premier collège : 40 % de représentants des conseils généraux et régionaux et, majoritairement, de représentants des communes ou de leurs groupements compétents dans le domaine de l’eau ;
- deuxième collège : 20 Pour 40 % de représentants des usagers de l’eau et des milieux aquatiques, des organisations socioprofessionnelles, des associations agréées de protection de l’environnement et de défense des consommateurs, des instances représentatives de la pêche et de personnes qualifiées ;
- troisième collège : 30 Pour 20 % de représentants de l’État ou de ses établissements publics concernés.

Le décret n°2007-980 du 15 mai 2007 précise par bassin la composition des comités de bassin :
| Circonscription de bassin | Premier collège    | Premier collège   | Premier collège              | Premier collège                                 | Premier collège                     | Deuxième collège                                                                                                 | 3e collège | TOTAL |
| Circonscription de bassin | Conseils régionaux | Conseils généraux | Conseils généraux            | Conseils généraux                               | COMMUNES ou groupements de communes | USAGERS, organisations professionnelles, associations agréées, institutions représentatives personnes qualifiées | ETAT       | TOTAL |
| Circonscription de bassin | Conseils régionaux | Total             | Dont au titre du département | Au titre de la coopération inter-départementale | COMMUNES ou groupements de communes | USAGERS, organisations professionnelles, associations agréées, institutions représentatives personnes qualifiées | ETAT       | TOTAL |
| ------------------------- | ------------------ | ----------------- | ---------------------------- | ----------------------------------------------- | ----------------------------------- | --- | ---------- | ----- |
| Adour-Garonne             | 6                  | 20                | 18                           | 2                                               | 28                                  | 54 | 27         | 135   |
| Artois-Picardie           | 3                  | 12                | 12                           | 0                                               | 17                                  | 32 | 16         | 80    |
| Loire-Bretagne            | 8                  | 29                | 28                           | 1                                               | 39                                  | 76 | 38         | 190   |
| Rhin-Meuse                | 3                  | 16                | 15                           | 1                                               | 21                                  | 40 | 20         | 100   |
| Rhône-Méditerranée        | 5                  | 27                | 26                           | 1                                               | 34                                  | 66 | 33         | 165   |
| Seine-Normandie           | 7                  | 29                | 25                           | 4                                               | 38                                  | 74 | 37         | 185   |

La liste des représentants de l'État siégeant dans le comité est précisée dans le décret n° 2007-984 du 15 mai 2007. La représentation des collectivités territoriales et des usagers est quant à elle précisée dans l'arrêté du 15 mai 2007, complété par un arrêté rectificatif du même jour, puis par des arrêtés du 12 mars 2008, du 22 mai 2008, du 23 avril 2013, du 27 mars 2014 et du 10 mai 2017.

### Modifications apportées par le décret du 27 juin 2014
Le décret du 27 juin 2014 complète l'article D. 213-17 du code de l'environnement en créant, au sein du collège des usagers des comités de bassin, trois sous-collèges représentatifs des catégories d'usagers, la composition de ces sous-collèges étant fixée par arrêté :
- Le sous-collège des usagers non professionnels;
- Le sous-collège des usagers professionnels “Agriculture, pêche, aquaculture, batellerie et tourisme”;
- Le sous-collège des usagers professionnels “Entreprises à caractère industriel et artisanat”;

Il modifie par ailleurs l'article D. 213-19 du code de l'environnement relatif à l'élection du président du comité de bassin (éligibilité limitée aux représentants des collectivités territoriales et aux personnes qualifiées) et instaure l'élection de trois vice-présidents, élus par l'ensemble du collège des collectivités territoriales et de leurs groupements et du collège des usagers pour trois ans. Il modifie l'article D. 213-20 du code de l'environnement pour encourager l'assiduité aux séances du comité de bassin.

### Composition issue du décret du 10 mai 2017
Le décret du 10 mai 2017 fait évoluer la composition des comités de bassins afin de tenir compte de la loi du 8 août 2016 relative à la reconquête de la biodiversité, de la nature et des paysages et des recommandations émises par le Comité national de l'eau fin 2016 relatif à la composition du premier collège de ces comités. Ainsi, des parlementaires et certains représentants de groupements de collectivités territoriales (établissements publics territoriaux de bassins ou d'aménagement et de gestion des eaux, syndicats mixtes) sont désormais membres du premier collège de ces comités, conduisant à une diminution de la représentation de certaines catégories de collectivités, notamment des conseils départementaux. Le second collège des usagers comprend désormais des représentants des milieux marins et de la biodiversité. Par ailleurs, afin de tirer les conclusions de l'élargissement des missions des agences de l'eau à la préservation de la biodiversité, ce décret élargit à l'ensemble des milieux naturels les compétences de la commission relative aux milieux naturels aquatiques des comités de bassin, et ajuste en conséquence sa composition en y incluant notamment des représentants des comités régionaux de la biodiversité créés par la loi du 8 août 2016.
| Circonscription de bassin | 1er collège (collectivités) | 1er collège (collectivités) | 1er collège (collectivités) | 1er collège (collectivités)                                                                | 1er collège (collectivités)                                                                | 1er collège (collectivités)                                                                | 1er collège (collectivités)                                                                | 2e collège (usagers) | 3e collège (État) | TOTAL |
| Circonscription de bassin | Parlementaires              | Conseils régionaux          | Conseils départementaux     | Communes ou groupements de collectivités territoriales compétents dans le domaine de l'eau | Communes ou groupements de collectivités territoriales compétents dans le domaine de l'eau | Communes ou groupements de collectivités territoriales compétents dans le domaine de l'eau | Communes ou groupements de collectivités territoriales compétents dans le domaine de l'eau | 2e collège (usagers) | 3e collège (État) | TOTAL |
| Circonscription de bassin | Parlementaires              | Conseils régionaux          | Conseils départementaux     | Total                                                                                      | Représ. CLE                                                                                | communes                                                                                   | EPTB                                                                                       | 2e collège (usagers) | 3e collège (État) | TOTAL |
| ------------------------- | --------------------------- | --------------------------- | --------------------------- | ------------------------------------------------------------------------------------------ | ------------------------------------------------------------------------------------------ | ------------------------------------------------------------------------------------------ | ------------------------------------------------------------------------------------------ | -------------------- | ----------------- | ----- |
| Adour-Garonne             | 2                           | 5                           | 11                          | 36                                                                                         | 1                                                                                          | 28                                                                                         | 7                                                                                          | 54                   | 27                | 135   |
| Artois-Picardie           | 2                           | 2                           | 4                           | 24                                                                                         | 1                                                                                          | 17                                                                                         | 6                                                                                          | 32                   | 16                | 80    |
| Loire-Bretagne            | 2                           | 8                           | 19                          | 47                                                                                         | 1                                                                                          | 39                                                                                         | 7                                                                                          | 76                   | 38                | 190   |
| Rhin-Meuse                | 2                           | 2                           | 8                           | 28                                                                                         | 1                                                                                          | 21                                                                                         | 6                                                                                          | 40                   | 20                | 100   |
| Rhône-Méditerranée        | 2                           | 6                           | 15                          | 43                                                                                         | 1                                                                                          | 34                                                                                         | 8                                                                                          | 66                   | 33                | 165   |
| Seine-Normandie           | 2                           | 6                           | 21                          | 45                                                                                         | 1                                                                                          | 38                                                                                         | 6                                                                                          | 74                   | 37                | 185   |

Cette nouvelle composition entrera en vigueur à compter de 2020, date du renouvellement des instances de bassin.